# ووخ (بیشچاد)
ووخ (به لاتین: Łuh) یک روستا در لهستان است که در گمینا چیسنا واقع شده‌است.